# Chakchiuma
Els chakchiuma eren una tribu de nadius americans de la regió superior del riu Yazoo a l'actual estat de Mississipi. Es creu que els chakchiuma són els avantpassats dels houma i alguns creuen que houma és una pronunciació alternativa de chakchiuma.

## Història
La primera referència històrica als chakchiuma es troba quan Hernando de Soto va enviar un contingent de tropes contra ells mentre ell es quedava amb els chickasaws. En aquells primers moments la tribu fou coneguda com a sacchuma i saquechuma a les fonts.
En 1700 els comerciants anglesos convenceren els quapaw d'intentar fer presoners alguns chakchiuma perquè poguessin enviar-los a les colònies angleses per ser utilitzats com a esclaus. Els quapaw van fracassar en aquest intent.
Els chakchiuma participaren del costat francès en la Guerra Yazoo. Cap al 1739 els chakchiuma van estar involucrats en hostilitats, principalment amb els chickasaws, cosa que va portar a la seva destrucció com a tribu independent i ser incorporats en les tribus chickasaw i choctaw. Els chickasaw i choctaw havia arribat a tanta indignat que no només van matar tots els guerrers chakchiuma, sinó també tots els animals trobats a les seves viles.

### Poblacions històriques
Sobre la base de l'afirmació de Bienville que havia 400 famílies chakchiuma en 1702, això seria posar els seus números en aquesta data al voltant de 2.000 persones. Per 1704 el seu nombre s'havia reduït a només 80 famílies, el que és gairebé segur que estava per sota de 500 persones. En el moment de la seva destrucció, calculada per algunes fonts tan tardana com 1770, els seus tres pobles principals estaven en Lyon's Bluff (a uns 7 quilòmetres al nord-est de l'actual Starkville (Mississipi)), un altre a prop de Bellefontaine, i un tercer al llarg del riu Yalobusha prop de Grenada, MS. L'últim lloc es coneixia com a Chocchuma Village i albergava l'oficina encarregada de la venda de terres índies fins que es va traslladar a Grenada en 1842.